# Henryk Maciejewski
Henryk Maciejewski (ur. 18 września?/30 września 1858 we Włodzimierzu, zm. ??) – prezydent Łomży, żołnierz armii Imperium Rosyjskiego.

## Życiorys
Urodził się 30 września 1858 we Włodzimierzu w rodzinie szlacheckiej Feliksa, nadwornego radcy guberni Włodzimierskiej. Początkowe nauki pobierał w gimnazjum w Radomiu, a następnie w 1872 wstąpił na służbę wojskową do 26. Mohylewksiego Pułku Piechoty. W następnym roku został przeniesiony do 17. Wołyńskiego Pułku Dragonów, który stacjonował w Łomży. W 1886 umarł Bonifacy Czaki, naczelnik więzienia w Łomży, Henryk pełnił obowiązki naczelnika po swoim teściu. W 1887 został zwolniony z wojska i został mianowany naczelnikiem więzienia. W 1892 dostał awans na stopień majora.
W 1903 roku umiera dotychczasowy prezydent Łomży Adolf Chrzanowski i 16 kwietnia 1903 zostaje prezydentem miasta Łomży. We wrześniu dostaje awans do stopnia pułkownika. W 1905 roku na gmachu budynku, gdzie urzędował prezydent miasta, zawisła biało-czerwona flaga, a on sam brał udział w patriotycznych manifestacjach mieszkańców Łomży.
Po wybuchu I wojny światowej został ewakuowany z rodziną przez wycofujące się wojska rosyjskie. Do Polski powrócili prawdopodobnie po odzyskaniu niepodległości w 1918. Większość rodziny zamieszkała w okolicach Warszawy. Dalsze losy, jego data śmierci i miejsce pochówku nie są znane.

## Ordery i odznaczenia
Henryk Maciejewski otrzymał wiele odznaczeń, m.in.: order świętego Stanisława III i II kl, srebrny medal Aleksandra III, Order Świętej Anny III i II kl, Medal pamiątkowy 300-lecia Domu Romanowych, Order Świętego Włodzimierza IV kl.

## Rodzina
W 1883 ożenił się z Walerią Czaki córką Bonifacego Czaki herbu Skanderbek-Aleksander. Miał z żoną dziewięcioro dzieci: Wandę ur. w 1884, Mariana ur. w 1886, Jana ur. w 1887, Zdzisława ur. w 1888, Benignę Kazimierę ur. w 1889, Irenę ur. w 1892, bliźniaczki Reginę i Halinę ur. w 1894 i Feliksa ur. w 1897. W okresie międzywojennym syn Zdzisław mieszkał w Łomży i pracował w Banku Polskim.